# TruePic
TruePic ist die Bezeichnung für den in den Digitalkameras von Olympus eingesetzten Bildprozessor. Die zweite Version, eingeführt im Jahr 2004, hieß TruePic TURBO. Seit 2007 stattet Olympus seine digitalen Kompaktkameras und DSLRs mit der neuesten Version, TruePic III, aus.
TruePic III 

Hauptziel der Weiterentwicklung des Bildprozessors ist eine natürlichere Farbreproduktion. Hierzu wurde die Advanced Proper III Gamma-Technologie verbessert, die Luminanz- und Chrominanz-Signale unabhängig voneinander steuert. Darüber hinaus ist es möglich, einzelne Farben zu korrigieren, ohne gleichzeitig andere Farbwerte zu beeinflussen.